# أحمد بن كثير الفرغاني
أَبُو اَلْعَبَّاسْ أَحْمَدْ بْنْ مُحَمَّدْ بْنْ كَثِيرِ اَلْفَرْغَانِي، هو عالم رياضيات وفلكي مسلم، توفي بعد سنة 247هـ/861م، وولد في مدينة فرغانة في أوزبكستان اليوم ثم انتقل إلى بغداد وعاش فيها أيام الخليفة العباسي المأمون في القرن التاسع الميلادي. ويعرف عند الأوربيين باسم Alfraganus، ومن مؤلفاته كتاب جوامع علم النجوم والحركات السماوية وكتاب في الاسطرلاب وكتاب الجمع والتفريق.
لا يُعرف بدقة تاريخ ولادة ووفاة الفرغاني (ولد تقريباً عام 798 ميلادي، وتوفي نحو عام 865 ميلادي)، لكنه كان مهندساً ورياضياً وفلكياً. حيث عمل مع محمد الخوارزمي في بيت الحكمة في بغداد. وشارك في قياس طول خط الزوال في صحراء سنجار بالعراق. كما كان من أبرز العلماء في بلاط الخلفاء العباسيين الأوائل، بالرغم من أنه بدأ عمله في بلاط المأمون.
من التواريخ المهمة في حياة الفرغاني هو عام 861 ميلادي، ففي تلك السنة، أنهى بناء مقياس نهر النيل (وهو مؤشر يقيس مستوى المياه في نهر النيل)، في جزيرة الروضة قرب القاهرة، واستمر المقياس قيد الاستخدام حتى عام 1971، عندما تم بناء سد أسوان.
ويُعَدُّ من أبرز الفلكيين الذين عملوا مع المأمون وخلفائه. وهو من معاصري الخوارزمي وبني موسى وسند بن علي.
كان الفرغانيّ عالم فلك في بغداد، وكان واحداً من أشهر علماء الفلك في القرن التاسع، وسُمّيت الفوّهة البركانيّة «الفرغانيّ» على اسمه. وارتبط اسمه مع «بيت الحكمة» الذي أنشأه الخليفة العبّاسيّ «المأمون» في عاصمة الدولة العبّاسيّة بغداد.

## حياته
شارك ابن كثير الفرغانيّ في حساب قطر الأرض عن طريق حساب طول خطّ الزوال، وذلك بالتّعاون مع فريقٍ من العلماء تحت رعاية الخليفة العبّاسيّ المأمون في مدينة بغداد. انتقل الفرغانيّ بعد ذلك إلى القاهرة حيث قام بتأليف أطروحته حول الاسطرلاب، وذلك في عام 856 ميلاديّ تقريباً، وأشرف هناك أيضاً على بناء مقياس النيل في جزيرة الروضة (في القاهرة القديمة) وذلك في عام 861 ميلاديّ. وصفته بعض المصادر أنّه عربيّ ، بينما وصفته مصادرً أخرى بأنّه فارسي.

## عمله
كان كتابه (كتاب في جوامع علم النجوم) -الذي نُشر في ام 833 تقريباً- ملخّصاً وصفيّاً لكتاب «المجسطيّ» الذي ألّفه العالم الإغريقي بطليموس، واستخدم فيه القيم والنتائج المنقّحة التي استنتجها علماء الفلك المسلمين السابقين. تُرجم هذا الكتاب إلى اللّغة اللاتينيّة في القرن الثاني عشر، وظلّ شائعاً في أوروبّا حتّى ظهور عالم الفلك الألمانيّ ريغيومونتانوس في القرن الخامس عشر. بدى أنّ الشاعر الإيطاليّ دانتي أليغييري قد استمدّ معرفته بعلم الفلك البطلميّ -التي تجلّت في كتابه «الكوميديا الإلهيّة» وفي كتبٍ أخرى كـ «كونفيفيو»- من قراءاته لكتب الفرغانيّ. نشر المستشرق الهولندي يعقوب جوليوس في القرن السابع عشر النسخة العربيّة العربي معتمداً بذلك على مخطوطةٍ حصل عليها من الشرق الأدنى، وأضاف إليها ترجمةً لاتينيّة جديدة وملاحظات مستفيضة.
اعتمد كريستوفر كولومبوس في رحلته إلى القارّة الأمريكيّة في القرن الخامس عشر على تقدير الفرغانيّ لمحيط الأرض، ومع ذلك فقد أخطأ كولومبوس عندما اعتبر أنّ الميل هو عبارة 4856 قدم -وذلك اعتماداً على النظام الروماني- بينما اعتمد الفرغاني على النظام العربي للقياس حيث كان الميل فيه 7091 قدم، وهو ما أدّى إلى حصول لغطٍ في تقدير كولومبوس لمحيط الأرض، فاعتقد أنّه من الممكن له اتّباع طريقٍ مختصر نحو آسيا.

## أعماله

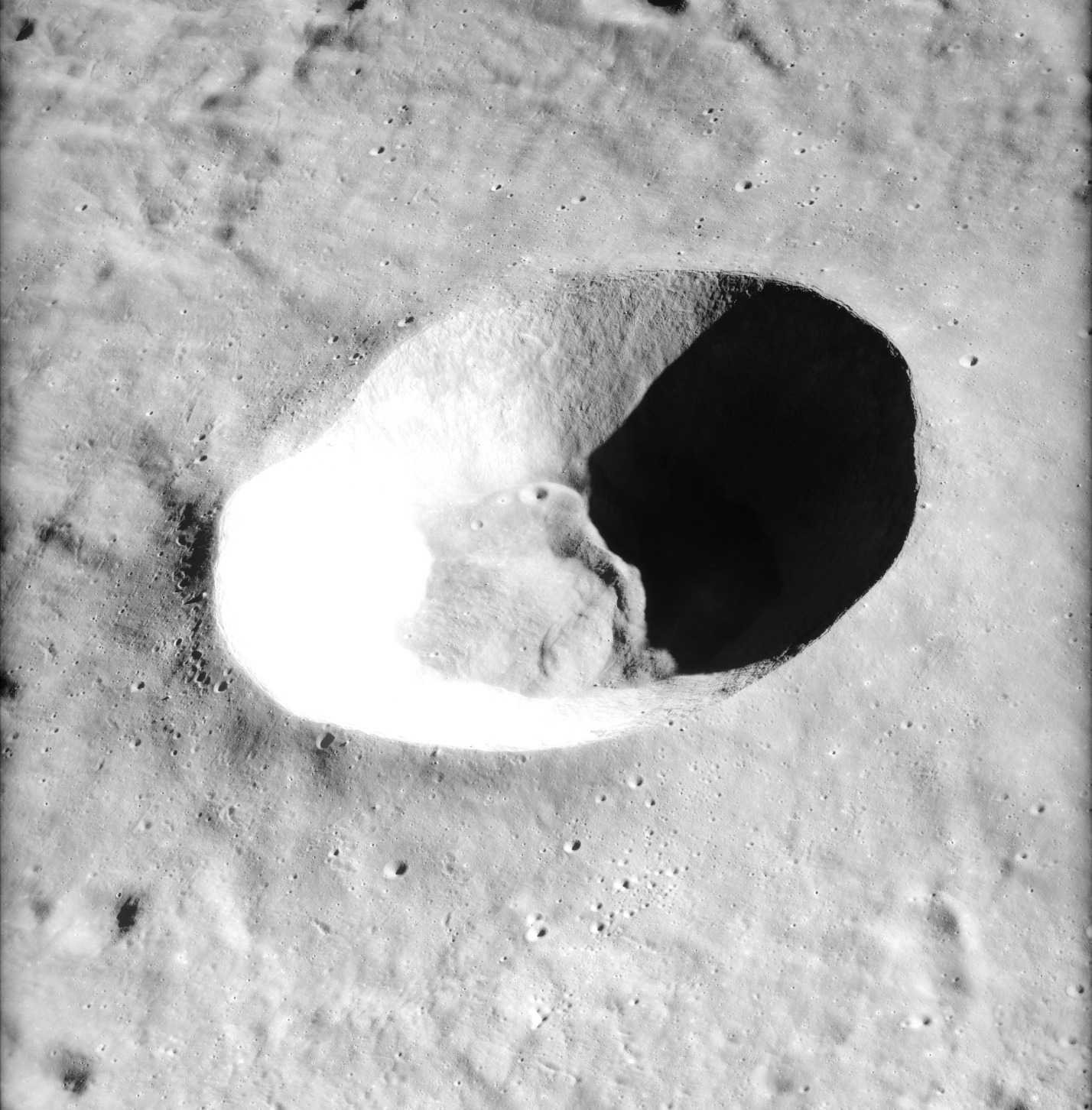
فوهة الفرغاني القمرية، سُميت تيمُنًا به.

يوجد الآن نحو 11 كتاب للفرغاني باللغة العربية، ومن أهم أعماله: “كتاب في أصول علم النجوم” و”باب في معرفة الأوقات التي يكون القمر فيها تحت الأرض أو فوقها” و”حساب الأقاليم السبعة” و”الكامل في صناعة الإسطرلاب الشمالي والجنوبي بالهندسة والحساب” و”كتاب بناء الساعات الشمسية” و”كتاب العمل بالإسطرلاب” وغيرها.
أهم كتبه هو “كتاب في أصول علم النجوم”، والذي تُرجم إلى اللاتينية في القرن الخامس الميلادي. ويتضمن الكتاب دلائل تشير إلى كروية الأرض، ومعلومات عن حجم الكرة الأرضية، وهو أحد الكتب التي دفعت الأوروبيين أمثال كولومبوس وماجلان إلى التوصل لتلك الاكتشافات الجغرافية المهمة.
أما كتابا “الكامل في صناعة الإسطرلاب الشمالي والجنوبي بالهندسة والحساب” و”كتاب بناء الساعات الشمسية”، فاحتويا على توجيهات وتعليمات حول أصول تصميم وبناء واستخدام الأدوات الفلكية كالإسطرلاب والساعات الشمسية.
وحصلت إسهمات الفرغاني في العلوم على شهرة واسعة، خاصة كتاب “كتاب في أصول علم النجوم”، والذي تُرجم إلى “عناصر علم الفلك” حيث استخدمته الجامعات الأوروبية حتى القرن السابع عشر ككتابٍ تعليمي أساسي في علم الفلك. واستخدمه كل من العلماء والهواة المهتمين في مسائل البناء، حتى أن الشاعر الإيطالي (دانتي أليغيري) استخدم في القرن الثالث عشر خريطة الفضاء التي وضعها الفرغاني في مؤلفه “الإحتفال” أو The Feast.
أطلق اسم Alfraganus في القرن السابع عشر على واحدة من الحفر على سطح القمر. وفي عام 1998 وبمبادرة من الرئيس الأوزبكي إسلام كريموف، وبدعم من منظمة اليونيسكو، احتفلت أوزبكستان على نطاق واسع بالذكرى الـ 1200 لميلاد أحمد الفرغاني. كما أطلق اسمه على جامعة فر غانة الحكومية. وأثناء الزيارة الرسمية التي قام بها الرئيس الأوزبكي لمصر عام 2007، تم تدشين تمثال أحمد الفرغاني التذكاري على جزيرة الروضة.

## إسهاماته العلمية
كان الفرغاني عالِماً في الفلك وأحكام النجوم ومهندساً. ومن إسهاماته أنه حدد قطر الأرض بـ 6500 ميل، كما قدر أقطار الكواكب السيارة.
يقول ألدو مييلي: والمقاييس التي ذكرها أبو العباس الفرغاني لمسافات الكواكب وحجمها عمل بها كثيرون، دون تغيير تقريباً، حتى الفلكي كوبرنيكوس. وبذلك فقد كان لهذا العالم الفلكي المسلم تأثير كبير في نهضة علم الفلك في أوروبا. وفي سنة 861، كلفهُ الخليفة المتوكل على الله بالإشراف على بناء مقياس منسوب مياه نهر النيل في الفسطاط، فأشرف عليه وأنجز بناءه وكتب اسمه عليه.

## مؤلفاته
ترك الفرغاني عدداً من المؤلفات القيمة، ومن أشهرها:
- كتاب جوامع علم النجوم والحركات السماوية. وقد ترجمهُ جيرار الكريموني إلى اللاتينية في القرن الثاني عشر للميلاد كما ترجم إلى العبرية وكان له تأثير كبير على علم الفلك في أوروبا قبل ريجيومونتانوس الرياضي الفلكي الذي برز في القرن الخامس عشر الميلادي. وقد طبعت ونشرت ترجمات هذا الكتاب عدة مرات خلال القرنين الخامس عشر والسادس عشر الميلاديين.